# Helmut Seifert
Rudolf Helmut Seifert (* 28. Juni 1908 in Dresden; † 6. März 1939 in Schneidemühl) war ein deutscher politischer Funktionär und SA-Führer, zuletzt im Rang eines SA-Brigadeführers.
Er war der Sohn des Klempners Louis Ernst Seifert und trat 1925 in die SA, den Straßenkampfverband der NSDAP, ein. Sein Eintritt in die Partei selbst erfolgte erst zum 1. Oktober 1926 (Mitgliedsnummer 47.512). In der SA erreichte er 1933 den Rang eines Standartenführers, wurde 1936 zum Oberführer und am 9. November 1938 zum Brigadeführer ernannt.
Kurz nach dem Machtergreifung der Nationalsozialisten im Frühjahr 1933 wurde Seifert zum Kommissar für Schutzhaftangelegenheiten in Dresden ernannt und ließ dort in den Anfangsmonaten der NS-Herrschaft mehrere hundert Menschen verhaften.
Von Oktober 1933 bis Oktober 1934 war Seifert Mitglied der Dresdener Stadtverordnetenversammlung. Im Jahr 1938 wurde er zum kommissarischen Kreisleiter von Schneidemühl ernannt. Seifert verunglückte 1939 auf einer Dienstfahrt von Stettin schwer und erlag auf dem Transport zum Stadtkrankenhaus in Schneidemühl seinen Verletzungen. Sein Leichnam wurde im Städtischen Kunsthalle in Dresden aufgebahrt und von dort mit einer Trauerparade zum Krematorium in Tolkewitz gebracht. 
Nach seinem Tod wurde die SA-Standarte S 108 „Dresden-Neustadt“ in „Helmut Seifert“ umbenannt.